# Demografía de Montenegro
El siguiente artículo describe la demografía de Montenegro.

## Población
Montenegro tiene una población de 620.029 según el último censo, realizado el año 2011, correspondientes a una densidad poblacional de 44,9 hab/km². La composición étnica del país es, al igual que en la mayoría de las antiguas repúblicas yugoslavas, compleja y de gran importancia para el desarrollo del país. 

### Ciudades
Las principales ciudades son:

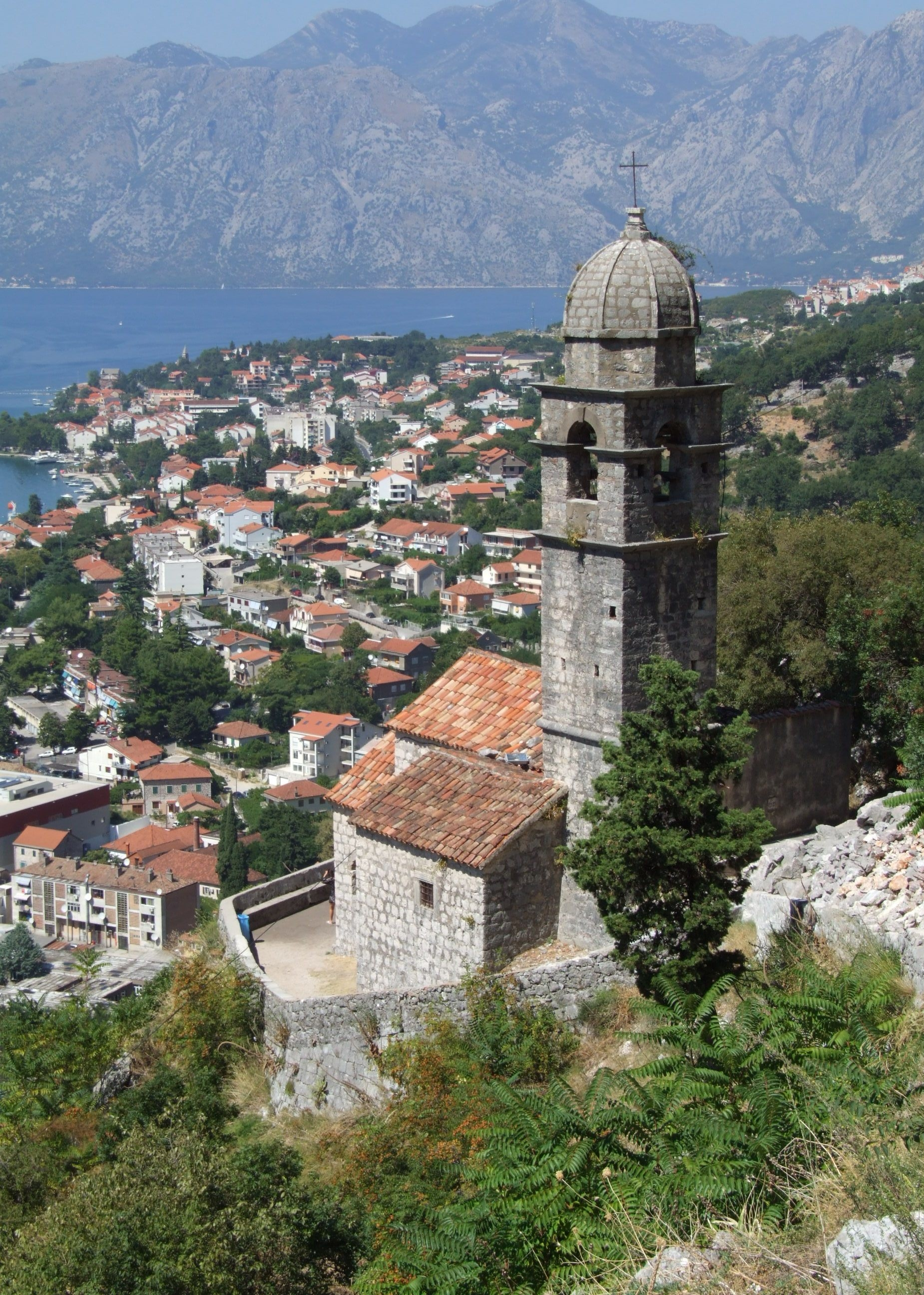
Vista de Kotor, con 9.000 habitantes.

- Podgorica, la capital del país, con 136.473 habitantes
- Nikšić, 58.212 habitantes.
- Pljevlja, 21.377 habitantes.
- Herceg Novi, 16.493 habitantes.
- Bijelo Polje, 15.883 habitantes.
- Cetiña, la capital real, con 15.137 habitantes.

## Etnias
El grupo predominante es el de los montenegrinos, principalmente en las zonas centrales del territorio seguidos por los serbios, ubicados en la zona septentrional del país. Sin embargo, es difícil determinar una división clara entre ambas etnias, debido a una homologación entre ellas producida durante los años de unión entre ambas naciones. Muchos montenegrinos y serbios pueden considerarse como miembros de ambos grupos étnicos, pero por otro lado existen grupos nacionalistas que reivindicación sus identidades propias y la diferenciación entre ambas. Algunos otros grupos como bosnios y albanos se ubican en la zona nororiental y sudoriental, respectivamente.

## Idioma
El idioma oficial del país es el serbio, luego que en 1992 se dejara atrás la nomenclatura de serbocroata. Sin embargo, existen grupos que reivindican al idioma montenegrino como uno diferente al serbio. En el último censo, el 63,5% de la población afirmó tener al serbio como lengua materna, mientras sólo el 22% se refirió al montenegrino.

## Religión
En cuanto a religión, cerca del 74% de los habitantes de Montenegro pertenecen a la Iglesia Ortodoxa Serbia, a pesar de la creación en 1993 de la Iglesia ortodoxa montenegrina, que tiene escasos seguidores en la actualidad. El 17,74% de la población del país afirma pertenecer al Islam, los cuales corresponden principalmente a albaneses, bosnios y al grupo de eslavos musulmanes. En tanto, la fe católica es practicada en las zonas costeras (como Kotor) por los grupos de etnia croata.
El resultado del censo del 2011 describe la identificación religiosa con respecto a la etnia de origen:
| Grupos étnicos según credo    | Total   | Total | Montenegrinos | Montenegrinos | Serbios | Serbios | Bosnios | Bosnios | Albanos | Albanos | Gitanos | Gitanos | Croatas | Croatas |
| Grupos étnicos según credo    | Número  | %     | Número        | %             | Número  | %       | Número  | %       | Número  | %       | Número  | %       | Número  | %       |
| ----------------------------- | ------- | ----- | ------------- | ------------- | ------- | ------- | ------- | ------- | ------- | ------- | ------- | ------- | ------- | ------- |
| Iglesia ortodoxa montenegrina | 446.858 | 72.1  | 248.523       | 88.7          | 177.091 | 99.4    | 11      | 0.0     | 37      | 0.1     | 516     | 8.2     | 90      | 1.5     |
| Islam                         | 118.477 | 19.1  | 12.931        | 4.6           | 79      | 0.04    | 74.343  | 99.7    | 22.267  | 73.1    | 5.034   | 80.5    | 3       | 0.0     |
| Católicos                     | 21.299  | 3.4   | 5.667         | 2.0           | 116     | 0.06    | 3       | 0.0     | 7.954   | 26.1    | 13      | 0.2     | 5.527   | 91.8    |
| Protestantismo                | 1.601   | 0.4   | 921           | 0.3           | 262     | 0.15    |         |         | 36      | 0.1     | 2       | 0.0     | 2       | 0.0     |
| Ateísmo/Agnosticismo          | 9.005   | 6     | 6.393         | 2.3           | 697     | 0.39    | 108     | 0.1     | 5.000   | 5.0     | 1       | 0.0     | 224     | 3.7     |

## Estadísticas vitales
Fuente: Oficina de estadística oficial de Montenegro
|                   | Average population | Live births | Deaths  | Natural change | Crude birth rate (per 1000) | Crude death rate (per 1000) | Natural change (per 1000) | Total fertility rate | Female fertile population (15-49 years) |
| ----------------- | ------------------ | ----------- | ------- | -------------- | --------------------------- | --------------------------- | ------------------------- | -------------------- | --------------------------------------- |
| 1950              | 397,001            | 11,904      | 3,682   | 8,222          | 30.0                        | 9.3                         | 20.7                      | 4.25                 | 96,666                                  |
| 1951              | 407,001            | 12,898      | 4,416   | 8,482          | 31.7                        | 10.9                        | 20.8                      | 4.52                 | 98,818                                  |
| 1952              | 415,998            | 13,308      | 3,859   | 9,449          | 32.0                        | 9.3                         | 22.7                      | 4.55                 | 100,970                                 |
| 1953              | 422,037            | 13,880      | 4,775   | 9,105          | 32.9                        | 11.3                        | 21.6                      | 4.50                 | 103,122                                 |
| 1954              | 428,001            | 14,428      | 3,862   | 10,566         | 33.7                        | 9.0                         | 24.7                      | 4.48                 | 106,325                                 |
| 1955              | 435,003            | 13,550      | 3,935   | 9,615          | 31.1                        | 9.0                         | 22.1                      | 4.05                 | 109,526                                 |
| 1956              | 440,998            | 13,654      | 3,871   | 9,783          | 31.0                        | 8.8                         | 22.2                      | 3.90                 | 112,728                                 |
| 1957              | 446,999            | 13,751      | 4,172   | 9,579          | 30.8                        | 9.3                         | 21.4                      | 3.80                 | 114,825                                 |
| 1958              | 453,001            | 13,684      | 3,537   | 10,147         | 30.2                        | 7.8                         | 22.4                      | 3.68                 | 116,170                                 |
| 1959              | 460,001            | 12,614      | 3,469   | 9,145          | 27.4                        | 7.5                         | 19.9                      | 3.43                 | 113,294                                 |
| 1960              | 467,002            | 13,127      | 3,583   | 9,544          | 28.1                        | 7.7                         | 20.4                      | 3.58                 | 112,441                                 |
| 1961              | 473,409            | 12,994      | 3,335   | 9,659          | 27.4                        | 7.0                         | 20.4                      | 3.54                 | 111,590                                 |
| 1962              | 482,758            | 13,006      | 3,747   | 9,259          | 26.9                        | 7.8                         | 19.2                      | 3.33                 | 116,271                                 |
| 1963              | 492,113            | 12,982      | 3,454   | 9,528          | 26.4                        | 7.0                         | 19.4                      | 3.26                 | 118,519                                 |
| 1964              | 501,379            | 12,599      | 3,550   | 9,049          | 25.1                        | 7.1                         | 18.0                      | 3.15                 | 121,230                                 |
| 1965              | 510,260            | 12,333      | 3,431   | 8,902          | 24.2                        | 6.7                         | 17.4                      | 3.12                 | 122,378                                 |
| 1966              | 520,000            | 12,209      | 3,199   | 9,010          | 23.5                        | 6.2                         | 17.3                      | 3.06                 | 125,718                                 |
| 1967              | 527,507            | 11,486      | 3,385   | 8,101          | 21.8                        | 6.4                         | 15.4                      | 2.83                 | 129,437                                 |
| 1968              | 534,792            | 11,027      | 3,429   | 7,598          | 20.6                        | 6.4                         | 14.2                      | 2.65                 | 134,670                                 |
| 1969              | 520,484            | 11,259      | 3,325   | 7,934          | 21.6                        | 6.4                         | 15.2                      | 2.67                 | 137,450                                 |
| 1970              | 525,002            | 10,636      | 3,516   | 7,120          | 20.3                        | 6.7                         | 13.6                      | 2.47                 | 140,852                                 |
| 1971              | 530,854            | 10,866      | 3,264   | 7,602          | 20.5                        | 6.1                         | 14.3                      | 2.71                 | 134,967                                 |
| 1972              | 538,997            | 10,938      | 3,512   | 7,426          | 20.3                        | 6.5                         | 13.8                      | 2.61                 | 139,772                                 |
| 1973              | 545,254            | 10,665      | 3,304   | 7,361          | 19.6                        | 6.1                         | 13.5                      | 2.49                 | 142,576                                 |
| 1974              | 551,996            | 10,551      | 3,199   | 7,352          | 19.1                        | 5.8                         | 13.3                      | 2.40                 | 145,104                                 |
| 1975              | 557,995            | 10,557      | 3,279   | 7,278          | 18.9                        | 5.9                         | 13.0                      | 2.34                 | 147,571                                 |
| 1976              | 567,996            | 10,711      | 3,465   | 7,246          | 18.9                        | 6.1                         | 12.8                      | 2.30                 | 150,832                                 |
| 1977              | 575,269            | 10,738      | 3,559   | 7,179          | 18.7                        | 6.2                         | 12.5                      | 2.26                 | 153,702                                 |
| 1978              | 581,958            | 10,584      | 3,660   | 6,924          | 18.2                        | 6.3                         | 11.9                      | 2.18                 | 155,604                                 |
| 1979              | 588,997            | 10,365      | 3,826   | 6,539          | 17.6                        | 6.5                         | 11.1                      | 2.12                 | 155,338                                 |
| 1980              | 579,382            | 10,542      | 3,703   | 6,839          | 18.2                        | 6.4                         | 11.8                      | 2.15                 | 155,072                                 |
| 1981              | 586,029            | 10,335      | 3,680   | 6,655          | 17.6                        | 6.3                         | 11.4                      | 2.24                 | 151,056                                 |
| 1982              | 592,900            | 10,579      | 3,618   | 6,961          | 17.8                        | 6.1                         | 11.7                      | 2.23                 | 153,072                                 |
| 1983              | 599,358            | 10,657      | 4,194   | 6,463          | 17.8                        | 7.0                         | 10.8                      | 2.16                 | 155,008                                 |
| 1984              | 605,924            | 10,521      | 3,915   | 6,606          | 17.4                        | 6.5                         | 10.9                      | 2.10                 | 155,795                                 |
| 1985              | 606,839            | 10,724      | 3,926   | 6,798          | 17.7                        | 6.5                         | 11.2                      | 2.12                 | 156,436                                 |
| 1986              | 607,711            | 10,455      | 3,922   | 6,533          | 17.2                        | 6.5                         | 10.8                      | 2.04                 | 158,026                                 |
| 1987              | 608,144            | 10,567      | 3,990   | 6,577          | 17.4                        | 6.6                         | 10.8                      | 2.04                 | 159,914                                 |
| 1988              | 605,000            | 10,190      | 3,661   | 6,529          | 16.8                        | 6.1                         | 10.8                      | 1.95                 | 163,892                                 |
| 1989              | 601,000            | 9,634       | 3,833   | 5,801          | 16.0                        | 6.4                         | 9.7                       | 1.85                 | 162,362                                 |
| 1990              | 597,000            | 9,380       | 3,936   | 5,444          | 15.7                        | 6.6                         | 9.1                       | 1.79                 | 164,450                                 |
| 1991              | 591,843            | 9,609       | 3,975   | 5,634          | 16.2                        | 6.7                         | 9.5                       | 2.07                 | 150,676                                 |
| 1992              | 594,000            | 9,524       | 4,393   | 5,131          | 16.0                        | 7.4                         | 8.6                       | 2.07                 | 150,859                                 |
| 1993              | 596,000            | 8,922       | 4,471   | 4,451          | 15.0                        | 7.5                         | 7.5                       | 1.95                 | 151,042                                 |
| 1994              | 599,000            | 8,887       | 4,660   | 4,227          | 14.8                        | 7.8                         | 7.1                       | 1.96                 | 151,226                                 |
| 1995              | 601,000            | 9,492       | 4,931   | 4,561          | 15.8                        | 8.2                         | 7.6                       | 2.11                 | 151,408                                 |
| 1996              | 604,464            | 9,094       | 4,982   | 4,112          | 15.0                        | 8.2                         | 6.8                       | 2.04                 | 151,592                                 |
| 1997              | 606,759            | 8,758       | 5,153   | 3,605          | 14.4                        | 8.5                         | 5.9                       | 1.98                 | 151,774                                 |
| 1998              | 609,054            | 9,211       | 5,312   | 3,899          | 15.1                        | 8.7                         | 6.4                       | 2.10                 | 151,958                                 |
| 1999              | 606,677            | 8,828       | 5,393   | 3,435          | 14.6                        | 8.9                         | 5.7                       | 2.03                 | 152,142                                 |
| 2000              | 604,950            | 9,184       | 5,412   | 3,772          | 15.2                        | 8.9                         | 6.2                       | 2.13                 | 152,325                                 |
| 2001              | 607,389            | 8,839       | 5,431   | 3,408          | 14.6                        | 8.9                         | 5.6                       | 2.04                 | 152,997                                 |
| 2002              | 609,828            | 8,499       | 5,513   | 2,986          | 13.9                        | 9.0                         | 4.9                       | 1.95                 | 153,623                                 |
| 2003              | 612,267            | 8,344       | 5,704   | 2,640          | 13.6                        | 9.3                         | 4.3                       | 1.91                 | 154,117                                 |
| 2004              | 613,353            | 7,849       | 5,707   | 2,142          | 12.8                        | 9.3                         | 3.5                       | 1.80                 | 154,048                                 |
| 2005              | 614,261            | 7,352       | 5,839   | 1,513          | 12.0                        | 9.5                         | 2.5                       | 1.69                 | 153,298                                 |
| 2006              | 615,025            | 7,531       | 5,968   | 1,563          | 12.2                        | 9.7                         | 2.5                       | 1.73                 | 152,881                                 |
| 2007              | 615,875            | 7,834       | 5,979   | 1,855          | 12.7                        | 9.7                         | 3.0                       | 1.79                 | 152,728                                 |
| 2008              | 616,969            | 8,258       | 5,708   | 2,550          | 13.4                        | 9.3                         | 4.1                       | 1.88                 | 152,163                                 |
| 2009              | 618,294            | 8,642       | 5,862   | 2,780          | 14.0                        | 9.5                         | 4.5                       | 1.98                 | 151,446                                 |
| 2010              | 619,428            | 7,418       | 5,633   | 1,785          | 12.0                        | 9.1                         | 2.9                       | 1.70                 | 150,802                                 |
| 2011              | 620,079            | 7,215       | 5,847   | 1,368          | 11.6                        | 9.4                         | 2.2                       | 1.65                 | 150,151                                 |
| 2012              | 620,601            | 7,459       | 5,922   | 1,537          | 12.0                        | 9.5                         | 2.5                       | 1.72                 | 149,382                                 |
| 2013              | 621,207            | 7,475       | 5,917   | 1,558          | 12.0                        | 9.5                         | 2.5                       | 1.73                 | 148,536                                 |
| 2014              | 621,810            | 7,529       | 6,014   | 1,515          | 12.1                        | 9.7                         | 2.4                       | 1.75                 | 147,669                                 |
| 2015              | 622,159            | 7,386       | 6,329   | 1,057          | 11.9                        | 10.2                        | 1.7                       | 1.73                 | 146,886                                 |
| 2016              | 622,303            | 7,569       | 6,464   | 1,105          | 12.2                        | 10.4                        | 1.8                       | 1.79                 | 146,207                                 |
| 2017              | 622,373            | 7,432       | 6,523   | 909            | 11.9                        | 10.5                        | 1.5                       | 1.78                 | 145,539                                 |
| 2018              | 622,227            | 7,264       | 6,504   | 760            | 11.7                        | 10.5                        | 1.2                       | 1.76                 | 144,894                                 |
| 2019              | 622,028            | 7,223       | 6,595   | 628            | 11.6                        | 10.6                        | 1.0                       | 1.76                 | 144,083                                 |
| 2020              | 621,306            | 7,097       | 7,293   | -196           | 11.4                        | 11.7                        | -0.3                      | 1.75                 | 143,114                                 |
|                   | Average population | Live births | Deaths  | Natural change | Crude birth rate (per 1000) | Crude death rate (per 1000) | Natural change (per 1000) | Total fertility rate | Female fertile population (15-49 years) |
| Total 1950-2019   |                    | 715,515     | 313,119 | 402,396        | 1276.4                      | 558.6                       | 717.8                     |                      |                                         |
| Average 1950-2019 | 560,580            | 10,222      | 4,473   | 5,749          | 18.2                        | 8.0                         | 10.3                      | 2.39                 | 141,000                                 |